# Scaphiophryne gottlebei
Scaphiophryne gottlebei is een nachtactieve kikker uit de familie smalbekkikkers (Microhylidae). De soort werd voor het eerst wetenschappelijk beschreven door Klaus Busse en Wolfgang Böhme in 1992.
Scaphiophryne gottlebei komt alleen voor in delen van het Afrikaanse eiland Madagaskar. De kikker valt op door zijn plompe, pad-achtige uiterlijk en de felle lichaamskleuren bij met name de vrouwtjes.

## Verspreiding en habitat

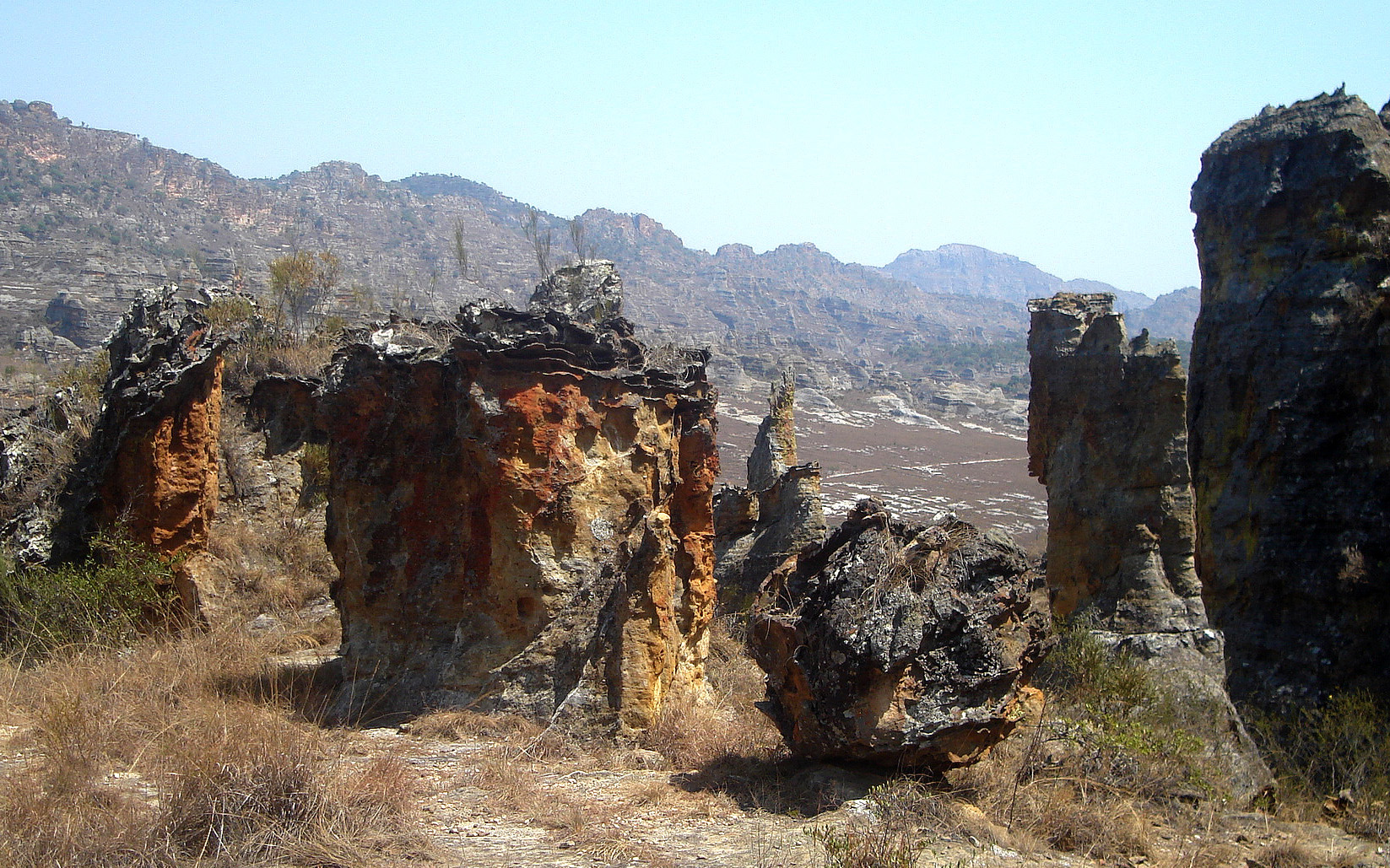
De natuurlijke habitat van Scaphiophryne gottlebei in het Nationaal park Isalo.

Scaphiophryne gottlebei is endemisch op Madagaskar. De kikker wordt door de inheemse bevolking Sahon'orana genoemd. De soort komt voor in open, rotsachtige gebieden in het Nationaal park Isalo en de omgeving van Ilakaka. Dit gebied in het zuiden van Madagaskar behoort tot de succulente boslanden. De kikker is te vinden op een hoogte van ongeveer 700 tot 1000 meter boven zeeniveau.
Scaphiophryne gottlebei is gespecialiseerd in het leven in kloven. De wanden van deze kloven bestaan uit steile rotswanden en de bodem bestaat grotendeels uit zand. Het is er donker en koel, de temperatuur varieert van 19 tot 22 graden Celsius. De relatieve luchtvochtigheid bedraagt er bijna 100 procent. De begroeiing is er desondanks schaars en bestaat vaak slechts uit enkele bomen.

### Beschermingsstatus
De grootte van het totale leefgebied van Scaphiophryne gottlebei wordt geschat op minder dan 5.000 vierkante kilometer. De kikker wordt beschouwd als een bedreigde diersoort (EN of Endangered) op de Rode Lijst van de IUCN. De kikker gaat tegenwoordig in aantal en verspreidingsgebied achteruit. Dit is onder andere te danken aan de ontginning van saffier door mijnbouw en het degraderen of verdwijnen van het geschikte biotoop. Met name de grootschalige export van voornamelijk mannelijke exemplaren voor de exotische dierhandel drukt waarschijnlijk zwaar op de populaties. Op de lijst van CITES is de soort opgenomen in Bijlage II, wat wil zeggen dat voor de export een vergunning moet worden aangevraagd.

## Uiterlijke kenmerken

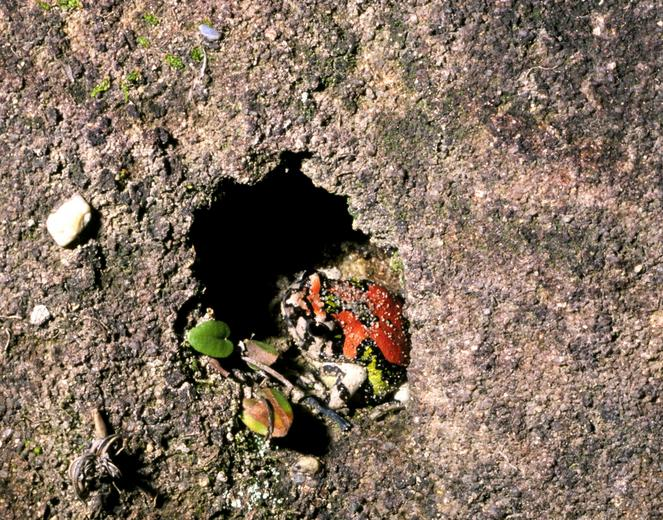
Scaphiophryne gottlebei verscholen in een rotswand

Scaphiophryne gottlebei is een opvallend gekleurde kikker, wat hem aantrekkelijk maakt voor de handel in exotische dieren. De bovenzijde heeft bovenop oranje en lichtgroene vlekken en aan de zijkant witte vlekken. Deze gekleurde vlekken zijn omringd door brede zwarte randen. De onderzijde is grijzig gekleurd. De kleuren zijn het helderst en contrastrijkst bij de vrouwtjes.
Een volwassen mannetje heeft een lichaamslengte van 20 tot 30 millimeter, een vrouwtje tussen de 30 en 40 millimeter. Deze kikkersoort heeft een korte snuit en een relatief kleine mond, maar grote, prominente ogen. De poten zijn relatief kort in vergelijking tot het robuuste lichaam. De achterpoten zijn gespierd en hebben een hoornachtige tuberkel die de kikker gebruikt om te graven. De achterpoten zijn voorzien van zwemvliezen. De voorpoten hebben geen zwemvliezen, de vingers hebben een verbreed uiteinde waardoor de kikker een goede grip heeft op de ondergrond. Hierdoor is Scaphiophryne gottlebei in staat is om tegen steile rotswanden omhoog te klimmen.

## Gedrag en leefwijze

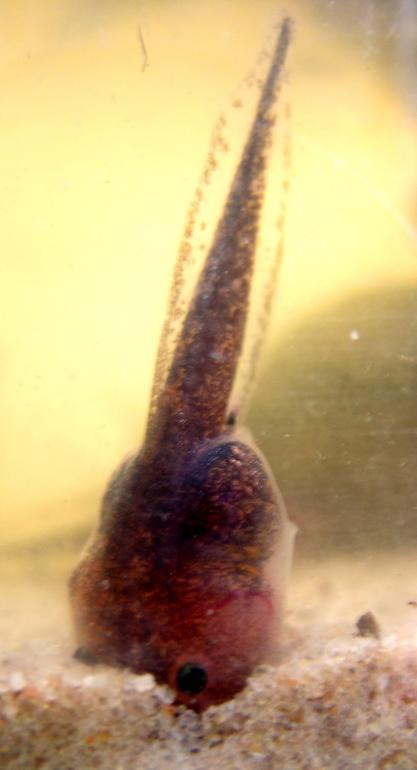
Kikkervisje in typische foerageerhouding

Scaphiophryne gottlebei is goed aangepast aan een leefwijze in vochtige kloven, maar komt ook voor in de rotsen buiten de kloven. Mannetjes lokken vrouwtjes door korte, atonale roepgeluiden die in toonhoogte verschillen tussen de 500 en 1400 hertz. Waarschijnlijk zet het vrouwtje haar eieren af in de smalle stroompjes en poeltjes die in het regenseizoen onder andere op de bodem van de kloven ontstaan. De larven of kikkervisjes ontwikkelen zich relatief snel in het water. Vlak voor hun metamorfose zijn ze 10 tot 15 millimeter lang en hebben al een typisch patroon van rood, wit en zwart.
Overdag zijn de kikkervisjes voornamelijk bij de bodem te vinden waar ze zich deels ingraven en detritus opzuigen. Ze nemen hierbij een karakteristieke lichaamshouding aan waarbij ze zich met de kop deels ingraven. De staart steekt hierbij schuin omhoog in een hoek van ongeveer 30 tot 45 graden. 's Nachts zwemmen de kikkervisjes door het water en voeden zich dan met kleine organismen die uit het water gefilterd worden. Deze omschakeling in foerageergedrag binnen een etmaal is ongebruikelijk voor larven van kikkers; veel kikkervisjes hebben zich juist gespecialiseerd in één methode. Na twee à drie maanden ondergaan ze de metamorfose naar het volwassen stadium.
De meeste kikkers zijn bodembewoners en leven op de bodem, andere zijn juist alleen in de bomen te vinden. Naar men aanneemt kent Scaphiophryne gottlebei beide verschillende levenswijzen; een gravende en een klimmende. De kikkers rusten overdag in zelfgegraven holen in de bodem. 's Nachts zijn de dieren al springend te vinden op de rotswanden, waar ze zich kunnen verschuilen in kleine natuurlijke holen in de rotsen. Ze voeden zich voornamelijk met insecten.